# Erling Brøndum
Erling Brøndum, född 11 juli 1930 i Århus, död 4 augusti 2017 i Birkerød, var en dansk redaktör och politiker för partiet Venstre. Han var försvarsminister i Poul Hartlings regering 1973–75.

## Bakgrund
Erling Brøndum var son till översten och Bornholms vice kommendant Otto Christian Brøndum och Åse Brøndum (född Kjærulff). Han tog studentexamen från Næstved Gymnasium 1949 och blev kort därefter journalist på Sjællands Stiftstidende. Det var hans arbetsplats till 1951 då han flyttade till Sverige för att arbeta. Brøndum återvände till Danmark 1953 i samband med att han fick en anställning som journalist på Bornholms Tidende. Han blev tidningens chefredaktör 1957 och därmed Danmarks dittills yngsta redaktör (27 år). Vid sitt tillträdande hade han precis avtjänat sin värnplikt. Detta arbete innehade han till 1970, då han blev chefredaktör för Horsens Folkeblad, och från 1971 var han även tidningens administrerande direktör. Därutöver var han ordförande för Venstres Redaktørforening och vice ordförande för Ritzau Bureaus styrelse till 1973. Brøndums ledarartiklar blev ofta citerade och han bedrev en tydligt borgerlig linje, ofta starkt knutna till Venstres politiska linje. På grund av detta benämndes han i media som ”Venstres ledande ideolog”. Han ingick dessutom i 1969 års försvarskommission, direkt utsedd av Hilmar Baunsgaards regering.

## Minister
Erling Brøndum lämnade de ovanstående förtroendeposterna då han tillträdde som försvarsminister i Poul Hartlings regering den 19 december 1973. Han hade tidigare under en kort period arbetat som inofficiell informationschef för den danska regeringen. Brøndum behöll dock sina förtroendeposter som styrelseledamot i Venstres partistyrelse och verkställande utskott till 1980. Poul Hartlings regering bestod endast av ministrar från Venstre, trots att partiet inte hade egen majoritet i Folketinget. Brøndum hade inte ställt sig främmande för en koalitionsregering mellan Venstre, Socialdemokratiet och Det Radikale Venstre, men detta förslag avvisades av Hartling. Som försvarsminister hade Brøndum ansvar för fristaden Christiania, eftersom denna är belägen på ett område som tillhör den danska marinen. Brøndum presenterade regeringens linje gentemot fristaden Christiania i januari 1974. Han meddelade att regeringen följde den föregående regeringens avtal med invånarna om att fristaden skulle upprätthållas till 1 april 1976. Däremot fråntogs fristaden sin officiella beteckning som ”socialt experiment”; invånarna skulle registreras, gamla byggnader i området rivas ned och gällande regler bygg- och betalningsregler följas. Under hans mandatperiod exproprierades även mark för militära övningar för Antvorskovs kasern trots protester från lokalbefolkningen. Han fortsatte även den föregående regeringens nedskärningar och rationaliseringar av försvaret, samt påbörjade en utredning om inköp av jaktflygplan.
Efter att regeringen Hartling avgick den 13 februari 1975 återupptog Brøndum sitt arbete på Horsens Folkeblad och ordförandeskapet för Venstres Redaktørforening. För sin insats som försvarsminister tilldelades han titeln Kommendör av Dannebrogorden 1975, vilket gjorde att han fick öknamnet ”kommendören”. Han lämnade Horsens Folkeblad 1982 för att bli chefredaktör och administrerande direktör för Aalborg Stiftstidende. Detta arbete innehade han till 1997. Därutöver var han styrelseordförande av Ritzaus Bureau (1976-1980), administrerande direktör för Aalborg Avisselskab A/S (1995-1997) och direktör för Nordjyllands Avisselskab A/S (1995-1997).